# Baldissero d'Alba
Baldissero d'Alba är en ort och kommun i provinsen Cuneo i regionen Piemonte i Italien. Kommunen hade 1 060 invånare (2018).